# Armel Bella-Kotchap
Armel Bella-Kotchap (Parijs, 11 december 2001) is een Duits-Kameroens voetballer die doorgaans speelt als centrale verdediger. In juli 2022 verruilde hij VfL Bochum voor Southampton. Bella-Kotchap maakte in 2022 zijn debuut in het Duits voetbalelftal.

## Clubcarrière
Bella-Kotchap speelde in de jeugd van Rot Weiss Ahlen en SC Grimlinghausenkwam, voor hij in 2012 terechtkwam in de jeugdopleiding van Borussia Mönchengladbach. Na drie jaar ging hij voor SG Unterrath spelen en via MSV Duisburg kwam de verdediger terecht bij VfL Bochum. Hier maakte hij op 28 april 2019 zijn professionele debuut, toen met 3–2 verloren werd van Erzgebirge Aue in de 2. Bundesliga. Philipp Zulechner, Pascal Testroet en Dmitri Nazarov scoorden voor die club en namens Bochum kwamen Lukas Hinterseer en Silvère Ganvoula tot een doelpunt. Bella-Kotchap mocht van coach Robin Dutt in de basis beginnen en hij vormde het gehele duel een duo centraal achterin met Tim Hoogland.
Bella-Kotchap zette in januari 2020 zijn handtekening onder een nieuwe verbintenis bij Bochum, die zou lopen tot en met het seizoen 2023/24. Zijn eerste doelpunt maakte de verdediger op 14 februari 2021, thuis tegen Eintracht Braunschweig. Na acht minuten opende hij de score op aangeven van Robert Žulj. Door een treffer van Danilo Soares werd uiteindelijk met 2–0 gewonnen. Aan het einde van het seizoen 2020/21 promoveerde hij met Bochum naar de Bundesliga.
In de zomer van 2022 maakte Bella-Kotchap voor een bedrag van circa tien miljoen euro de overstap naar Southampton, waar hij zijn handtekening zette onder een verbintenis voor de duur van vier seizoenen. Met Southampton degradeerde de centrumverdediger naar het Championship. Hierop werd hij op de laatste dag van de transferperiode voorafgaand aan het seizoen 2023/24 op huurbasis overgenomen door PSV. Mede door diverse blessures kwam hij bij PSV weinig aan spelen toe.

## Clubstatistieken
| Seizoen | Club        | Competitie     | Competitie | Competitie | Beker | Beker | Internationaal | Internationaal | Totaal | Totaal |
| Seizoen | Club        | Competitie     | Wed.       | Dlp.       | Wed.  | Dlp.  | Wed.           | Dlp.           | Wed.   | Dlp.   |
| ------- | ----------- | -------------- | ---------- | ---------- | ----- | ----- | -------------- | -------------- | ------ | ------ |
| 2018/19 | VfL Bochum  | 2. Bundesliga  | 4          | 0          | 0     | 0     | —              | —              | 4      | 0      |
| 2019/20 | VfL Bochum  | 2. Bundesliga  | 12         | 0          | 2     | 0     | —              | —              | 14     | 0      |
| 2020/21 | VfL Bochum  | 2. Bundesliga  | 28         | 1          | 2     | 0     | —              | —              | 30     | 1      |
| 2021/22 | VfL Bochum  | Bundesliga     | 22         | 0          | 4     | 0     | —              | —              | 26     | 0      |
| 2022/23 | Southampton | Premier League | 24         | 0          | 2     | 0     | —              | —              | 26     | 0      |
| 2023/24 | → PSV       | Eredivisie     | 4          | 0          | 0     | 0     | 2              | 0              | 6      | 0      |
| 2024/25 | Southampton | Premier League | 4          | 0          | 1     | 0     | —              | —              | 5      | 0      |
| Totaal  | Totaal      | Totaal         | 98         | 1          | 11    | 0     | 2              | 0              | 111    | 1      |

Bijgewerkt op 9 juni 2025.

## Interlandcarrière
Bella-Kotchap maakte op 26 september 2022 zijn debuut in het Duits voetbalelftal tijdens een wedstrijd in de UEFA Nations League tegen Engeland. İlkay Gündoğan en Kai Havertz (tweemaal) scoorden voor Duitsland en Luke Shaw, Mason Mount en Harry Kane maakten tegengoals, waardoor het 3–3 werd. Bella-Kotchap moest van bondscoach Hansi Flick op de reservebank beginnen en hij viel in de blessuretijd van de tweede helft in voor Havertz.
In november 2022 werd Bella-Kotchap door Flick opgenomen in de selectie van Duitsland voor het WK 2022. Tijdens dit WK werd Duitsland uitgeschakeld in de groepsfase na een nederlaag tegen Japan, een gelijkspel tegen Spanje en een overwinning op Costa Rica. Bella-Kotchap kwam niet in actie. Zijn toenmalige clubgenoot Mohammed Salisu (Ghana) was ook actief op het toernooi.
| Interlands van Armel Bella-Kotchap voor Duitsland | Interlands van Armel Bella-Kotchap voor Duitsland | Interlands van Armel Bella-Kotchap voor Duitsland | Interlands van Armel Bella-Kotchap voor Duitsland | Interlands van Armel Bella-Kotchap voor Duitsland | Interlands van Armel Bella-Kotchap voor Duitsland |
| №                                                 | Datum                                             | Wedstrijd                                         | Uitslag                                           | Competitie                                        | Goals                                             |
| Als speler bij Southampton                        | Als speler bij Southampton                        | Als speler bij Southampton                        | Als speler bij Southampton                        | Als speler bij Southampton                        | Als speler bij Southampton                        |
| ------------------------------------------------- | ------------------------------------------------- | ------------------------------------------------- | ------------------------------------------------- | ------------------------------------------------- | ------------------------------------------------- |
| 1                                                 | 26 september 2022                                 | Engeland – Duitsland                              | 3 – 3                                             | Nations League 2022/23                            |                                                   |
| 2                                                 | 16 november 2022                                  | Oman – Duitsland                                  | 0 – 1                                             | Vriendschappelijk                                 |                                                   |

Bijgewerkt op 9 juni 2025.

## Erelijst
| Competitie    |            |            |            |            |
| Competitie    | Aantal     | Jaren      |            |            |
| VfL Bochum    | VfL Bochum | VfL Bochum | VfL Bochum | VfL Bochum |
| ------------- | ---------- | ---------- | ---------- | ---------- |
| 2. Bundesliga | 1          | 2020/21    |            |            |
| PSV           |            |            |            |            |
| Eredivisie    | 1          | 2023/24    |            |            |